# Caravane (véhicule)
Pour les articles homonymes, voir Caravane.

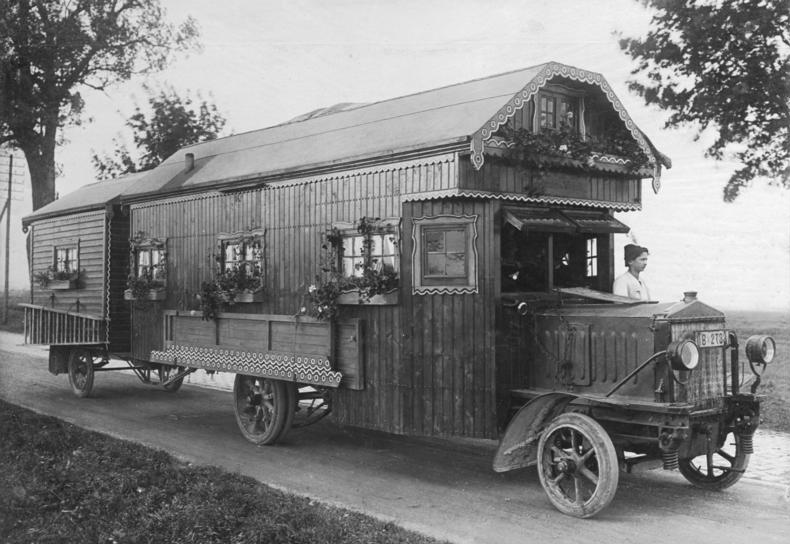
Un des ancêtres du « mobile home », en Allemagne (1922)

Une caravane, ou une roulotte au Canada,, est « une remorque destinée à l'usage sur route et constituant un logement mobile ». Une caravane peut être habitée de manière temporaire (pour du camping, par exemple) ou permanente. Les caravanes peuvent être tractées par des automobiles ou des camionnettes. Lorsqu'elles sont intégrées au châssis d'un petit camion, on parle alors d'autocaravane,  camping-car ou « motorhome ».

## Types d'utilisation
De nombreux terrains de camping accueillent les voyageurs en caravane en Europe dont plus de 10 000 terrains en France.

## Typologie
Il existe différents types de caravanes, les plus courantes ont un ou deux essieux. En Europe de nombreux constructeurs proposent des modèles aux plans et à l'ameublement variés. Le pays qui compte le plus de constructeurs est l'Allemagne (notamment Dethleffs, Hymer-Eriba, Bürstner, Fendt-caravan, Knaus, Tabbert, etc). Les pays scandinaves (Kabe, Polar ou Solifer) fabriquent plutôt des caravanes à deux essieux et surtout bien isolées, ce qui veut dire aussi plus chères. Quant aux caravanes françaises (Sterckeman, Caravelair ou La Mancelle), ce sont des caravanes légères et bon marché, seule La Mancelle est en haut de gamme et c'est une des seules semi-artisanale dont les modèles peuvent être largement personnalisés (les trois marques appartiennent au groupe Trigano).

### Caravane à capucine

#### «Clip car»

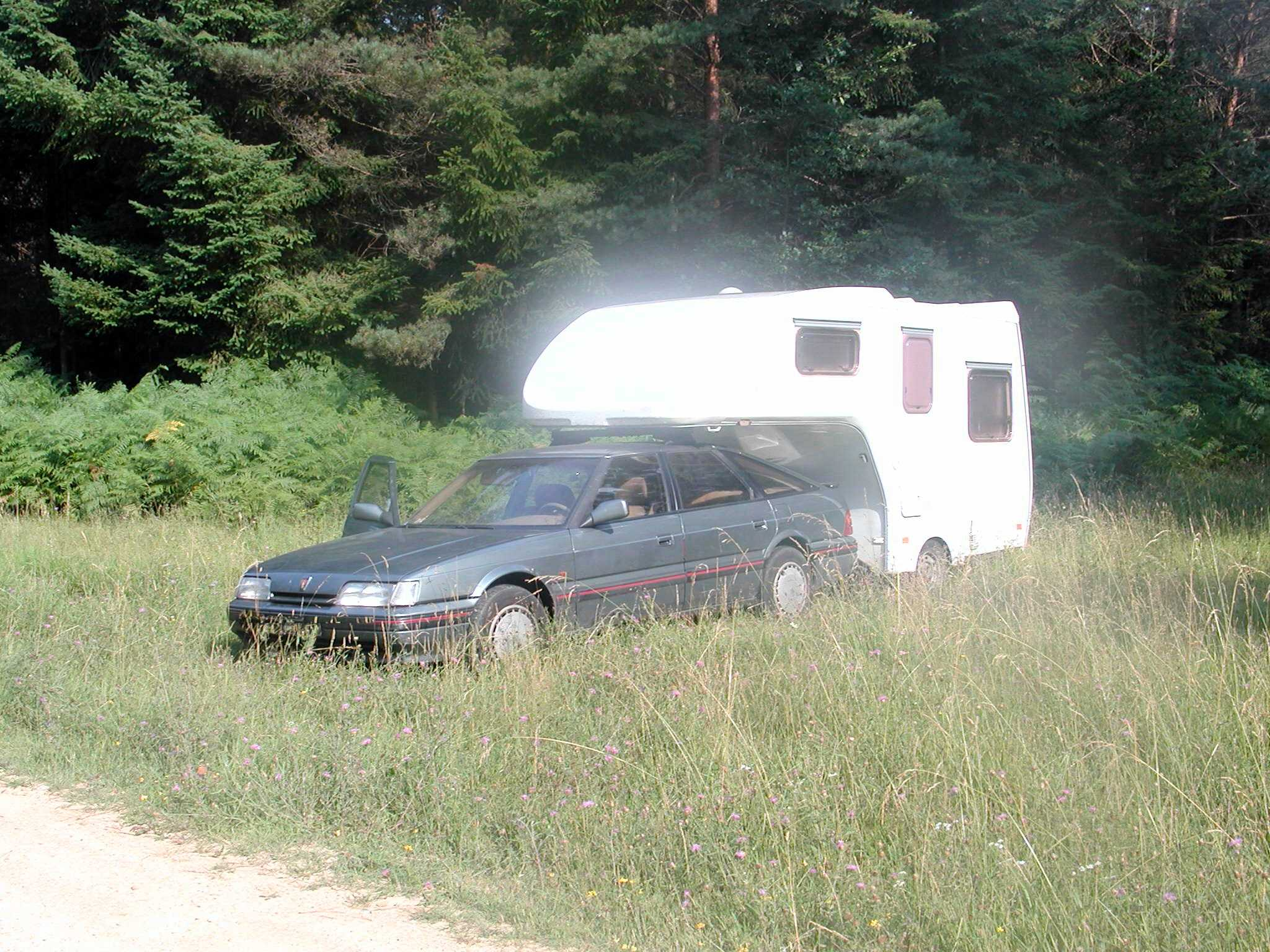
Clip car

Il s'agit d'une caravane de forme particulière. Le confort dépend des options. Dans la version complète, il offre les mêmes services qu'un camping-car.
Description :
- Couchage fixe deux places plus banquette transformable pour deux enfants ;
- Batterie 12 V indépendante du véhicule permettant l'éclairage électrique (la batterie se recharge quand le véhicule roule) ;
- Réservoir d'eau et récupération des eaux usées ;
- Chauffage, eau chaude sous pression ;
- Ouverture complète du panneau arrière ;
- Possibilité d'aménagement d'un abri sous la capucine...

Avantages :
- Par rapport à une caravane :
  - Plus aérodynamique, la consommation de carburant sera moindre ;
  - La conduite est plus aisée. Ses deux points de fixation, sur le toit et sur la boule d'attelage, font que le clip car suit fidèlement les mouvements du véhicule tracteur. Les manœuvres se réalisent sans contre-braquage.
- Par rapport à une autocaravane (camping-car) :
  - On peut dételer aisément et ainsi retrouver son véhicule ;
  - À confort égal, prix inférieur.

Inconvénients :
- Plus lourd qu'une caravane, un véhicule tracteur puissant est nécessaire ;
- Le véhicule tracteur reçoit une barre de toit d'attache spéciale. Il n'est pas possible de l'utiliser avec des monospaces ou 4x4 car trop hauts.

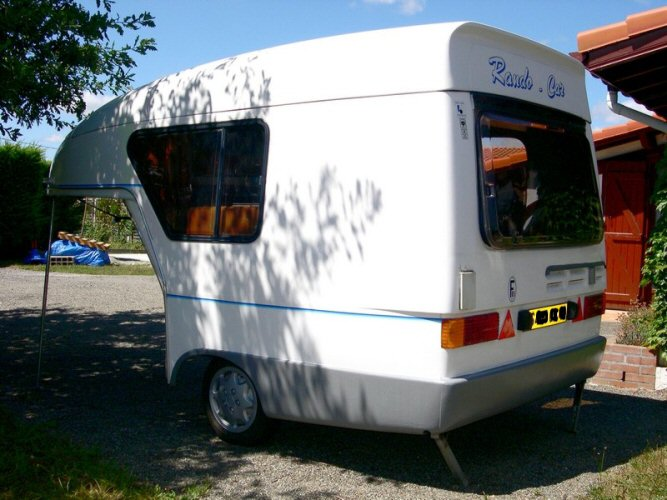
Randocar.

#### «Randocar»
Même idée que le « clip car ». L'attache sur le toit n'est pas fixe mais coulissante.
À l'origine, les teardrop trailers étaient des caravanes miniaturisées construites grâce à la récupération de pièces et d'éléments de caravanes, de jeeps ou même d’avions.

#### «Formule Z»

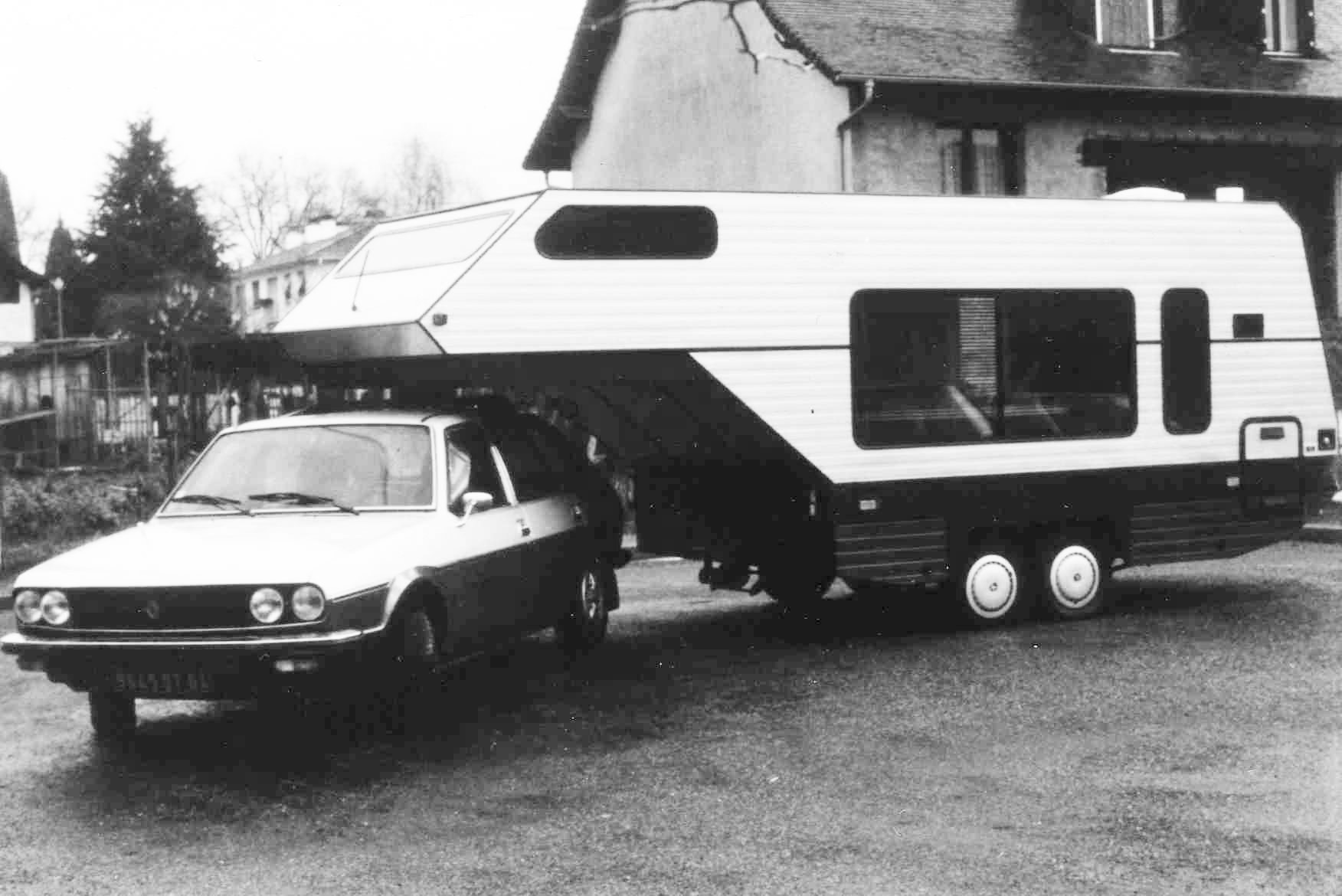
Formule Z

Les caravanes du type Clip Car ou Randocar ci-dessus sont reliées à deux points de la voiture tractrice ; à sa rotule d'attelage et à une structure fixée sur son pavillon.
Cette conception présente trois inconvénients :
- L'ensemble roulant est rigide verticalement, ce qui nuit au confort des passagers et apporte des contraintes à la carrosserie de la voiture,
- Il l'est également horizontalement, ce qui oblige les roues de la caravane à riper dans les virages,
- Une partie du poids de la caravane vient se reporter sur le pavillon de la voiture.

Leur technologie est donc nécessairement spécifique, à savoir une grande légèreté : moins de 400 kg en charge, impliquant un aménagement intérieur succinct, et des roues très en avant afin d'être le plus près possible des roues arrière de la voiture.
Le principe de la caravane à capucine « Formule Z » est différent. Elle est reliée à un point unique ; une rotule située à l'extrémité supérieure d'un arceau mobile venant au-dessus du pavillon de la voiture, sans aucun contact avec sa carrosserie, et possédant une partie mâle venant s'engager dans une partie femelle fixée aux points d'ancrage du châssis prévus par le constructeur. Cet arceau restant solidaire de la caravane lors du dételage, il a pour avantage de laisser la voiture libre de tout élément apparent une fois dételée.
L'ensemble se manœuvre comme une semi-remorque avec, pour autres avantages, la présence au-dessus de la voiture d'une capucine occupée par un grand lit double, d'où une longueur habitable très importante par rapport à celle de l'ensemble roulant, et une charge utile conséquente permettant un aménagement confortable de type autocaravane (camping-car).

### Caravane de type «micro-caravane» ouTeardrop

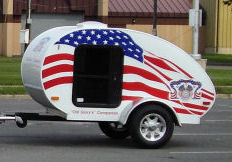
Un teardrop trailer américain

De construction généralement artisanale dans les années 1940, il s'agit de mini-caravanes appelées « teardrop trailers ». L'appellation, qui vient des États-Unis d'Amérique, peut être traduite par « caravane en forme de larme ».

### Caravane extensible

#### Caravane à toit relevable
Les caravanes surbaissées présentent la particularité d'adopter un système de toit relevable qui permet de réduire la hauteur de la caravane sur la route, mais d'avoir tout de même une hauteur confortable au campement.
Grâce à une aérodynamique plus favorable ces caravanes ont l'avantage d'une réduction de la consommation et pour certaines avec une hauteur inférieure à 2 mètres, le passage en classe 1 sur les autoroutes à péages françaises.
Parmi les marques connues : Eriba, La Mancelle, Rapido, Trigano.
Les caravanes de marque Eriba, en plus d'être surbaissées présentent un profil aérodynamique renforçant la tenue de route et réduisant la consommation de carburant en traction.

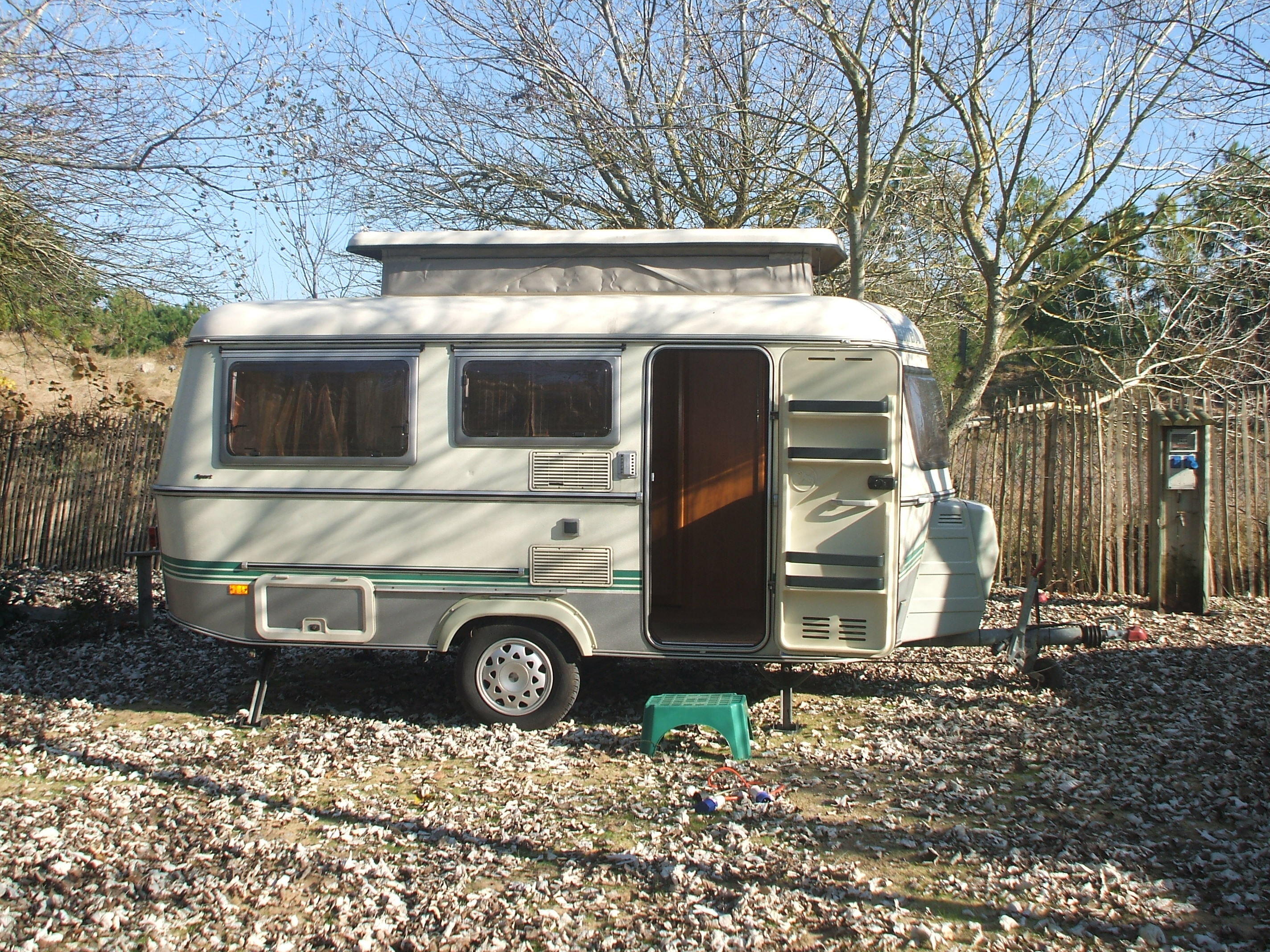
Eriba Triton toit relevé.
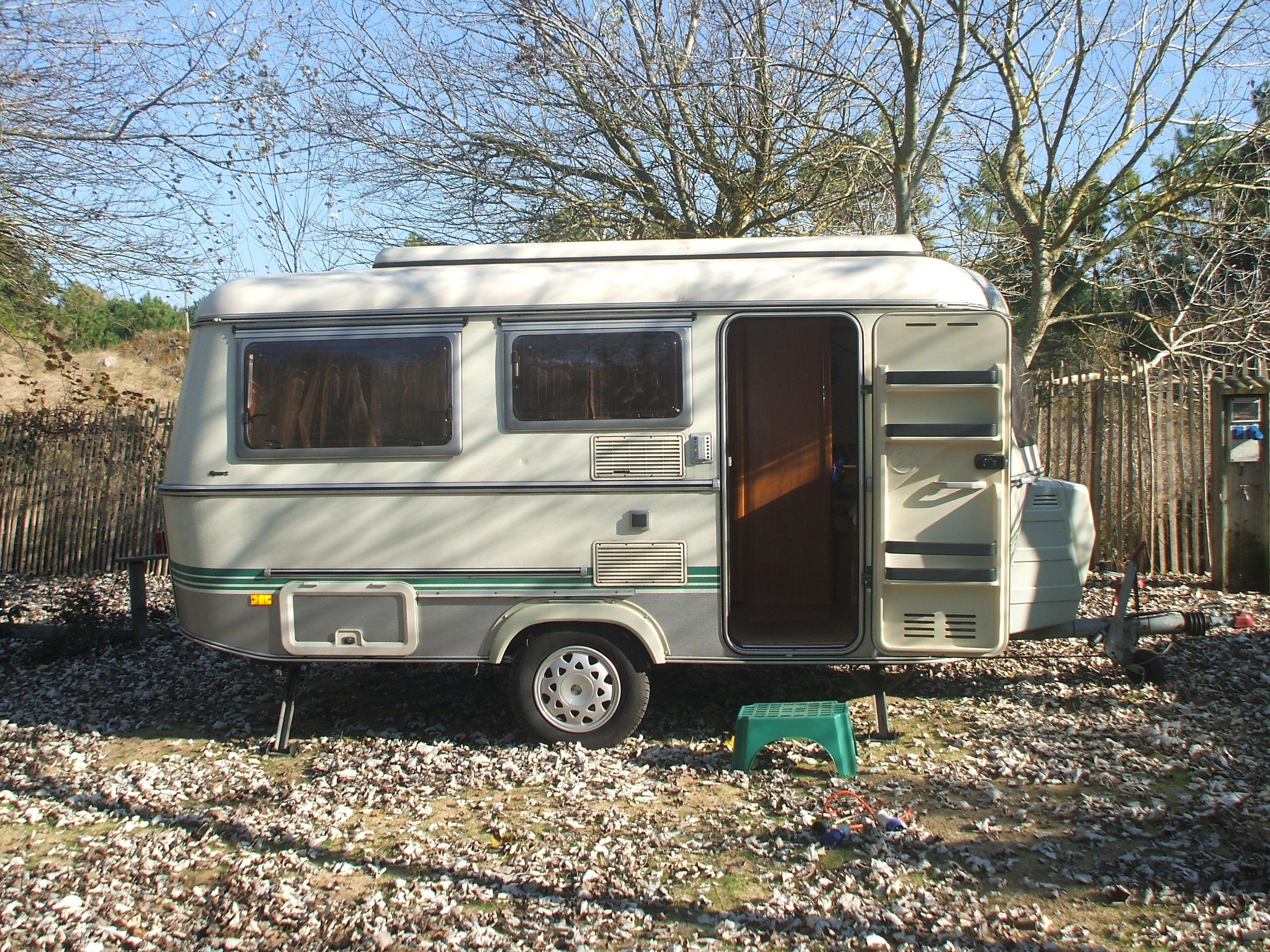
Eriba Triton toit baissé

#### Caravane pliante en toile
Les caravanes pliantes en toile se présentent sous la forme de remorques à partir desquelles on peut déplier une grande tente contenant des lits posés sur des plateaux, et selon les modèles un auvent et un habitacle en dur. Elles sont donc un mélange entre les vacances en caravanes et le « vrai » camping, à l'ancienne, sous la tente.
Dans les années 1970, des milliers de caravanes pliantes se vendaient dans de nombreux pays d'Europe, les fabricants et les produits étaient nombreux. Les caravanes standards sont lentement remplacées. Aujourd'hui, le secteur reste innovant, porté par une poignée de fabricants en Europe (Trigano, Raclet, Cabanon …), et une clientèle de campeurs souvent passionnés.
Les caravanes pliantes sont un moyen particulièrement économique de faire du camping. D'une part elles restent relativement abordables, d'autre part le poids relativement léger des pliantes limite les besoins en carburant lors des remorquages.
En fonction des fabricants, il existe différentes tailles et architectures de caravanes pour différents publics. Certains modèles ont ainsi un couvercle ferme qui se transforme en un sol dur, d'autres sont équipées de tapis de sol pour favoriser l'étanchéité sous l'auvent, d'autres enfin ont des auvents type « caravane » posés à même le sol. Les plus grandes caravanes pliantes peuvent loger dix personnes et offrent un confort assez élevé, avec par exemple des lits larges équipés de matelas haut-de-gamme et de sommiers à lattes, des « coins toilettes » ou rangement etc.
La plupart des pièces d'équipement sont au plancher. Toutefois quelques fabricants (comme le constructeur américain Fleetwood) proposent sur certains de leurs modèles des cabines de toilette assemblables en panneaux rigides, ou encore, avec le fabricant québécois Bonair, des armoires arrimables au plafond par des encoches. Aussi, l'équipement présent dans une caravane pliante toile est généralement moins cossu que dans une caravane classique. Notons aussi, quelquefois, le nombre de lits (dans certains VR de grand luxe, il peut y avoir cinq lits), qui se limite à deux, ou parfois à trois ou quatre, avec la table et les bancs (s'il y a lieu).

#### Caravane pliante rigide
Les caravanes pliantes rigides se présentent comme des remorques de faible hauteur qui, une fois dépliées, se composent de cloisons dures et rigides et s'apparentent ainsi à des caravanes classiques. Elles ont l'avantage d'être légères et peuvent être tractées par des voitures de très faible puissance. Elles sont également plus économiques en ce qui concerne la consommation de carburant et passent en classe 1 sur les autoroutes à péages françaises. Les modèles d'un poids total en charge (PTAC) inférieur à 500 kg ne nécessitent pas de carte grise ni d'assurance spécifiques et se tractent avec un simple permis B en portant le numéro d'immatriculation du véhicule tracteur.
Elles peuvent être dépliées en quelques minutes par une seule personne et ne nécessitent pas un garage spacieux car elles peuvent être stockées sur le côté grâce à des chariots de remisage. Il est possible d'y ajouter une galerie pour transporter des bagages, bicyclettes, etc.. Le côté moins pratique, lors de voyages itinérants, c'est qu'il faut la monter et la démonter à chaque étape.

Caravane Rapido Confort 1977
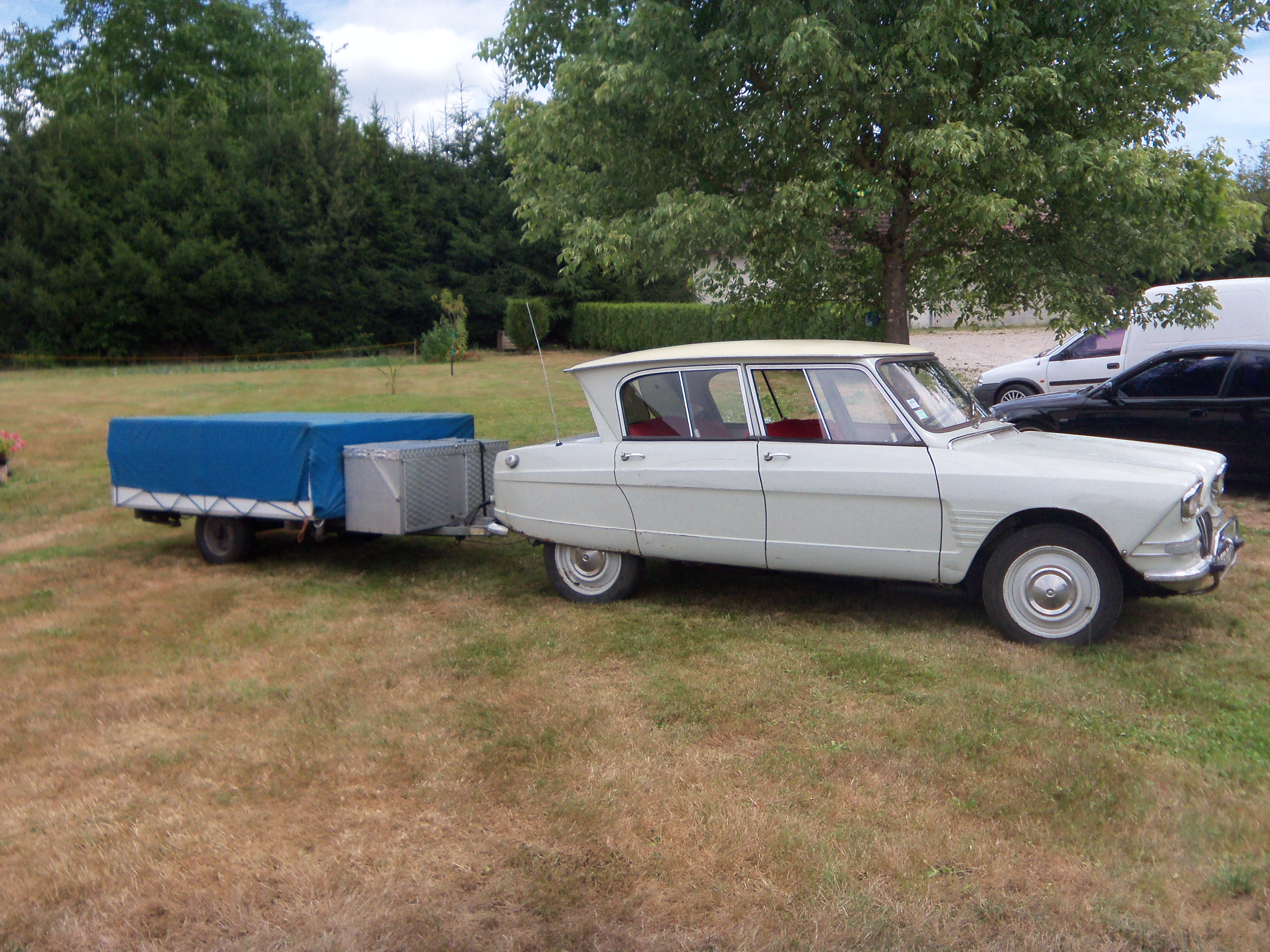
Repliée, attelée à une Citroën Ami 6.
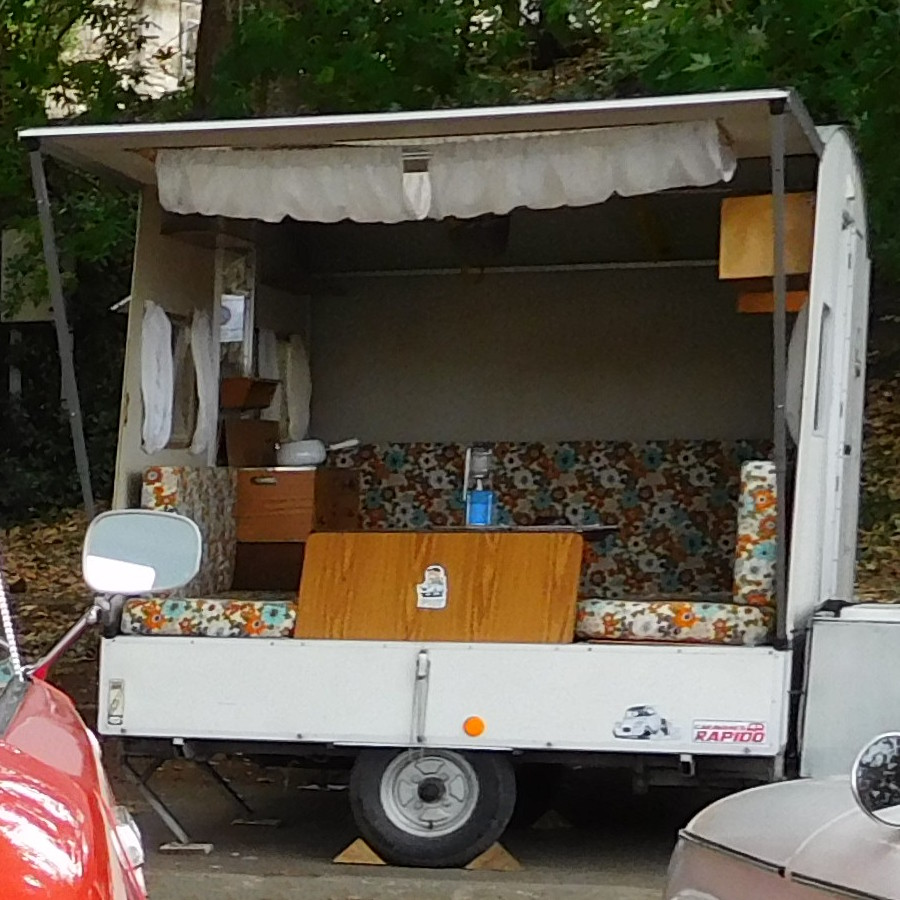
Un modèle déplié.

#### Caravane pliante souple (ou en toile)
Comme les caravanes pliantes rigides, les caravanes pliantes en toile se présentent comme des remorques de faible hauteur, mais à la différence des premières, c'est une toile qui se déplie autour d'une armature métallique pour constituer une tente de 2, 4, 6 voire 8 places. Pour les modèles à 4 places, deux grandes plaques en bois (constituant chacune un lit deux places) se déplient de part et d'autre de la remorque et reposent sur des pieds, isolant les campeurs du sol. L'intérieur de la remorque sert de couloir central s'ouvrant sur un auvent.

Elles ont les mêmes avantages que les caravanes pliantes rigides, tout en étant plus légères et plus économiques.

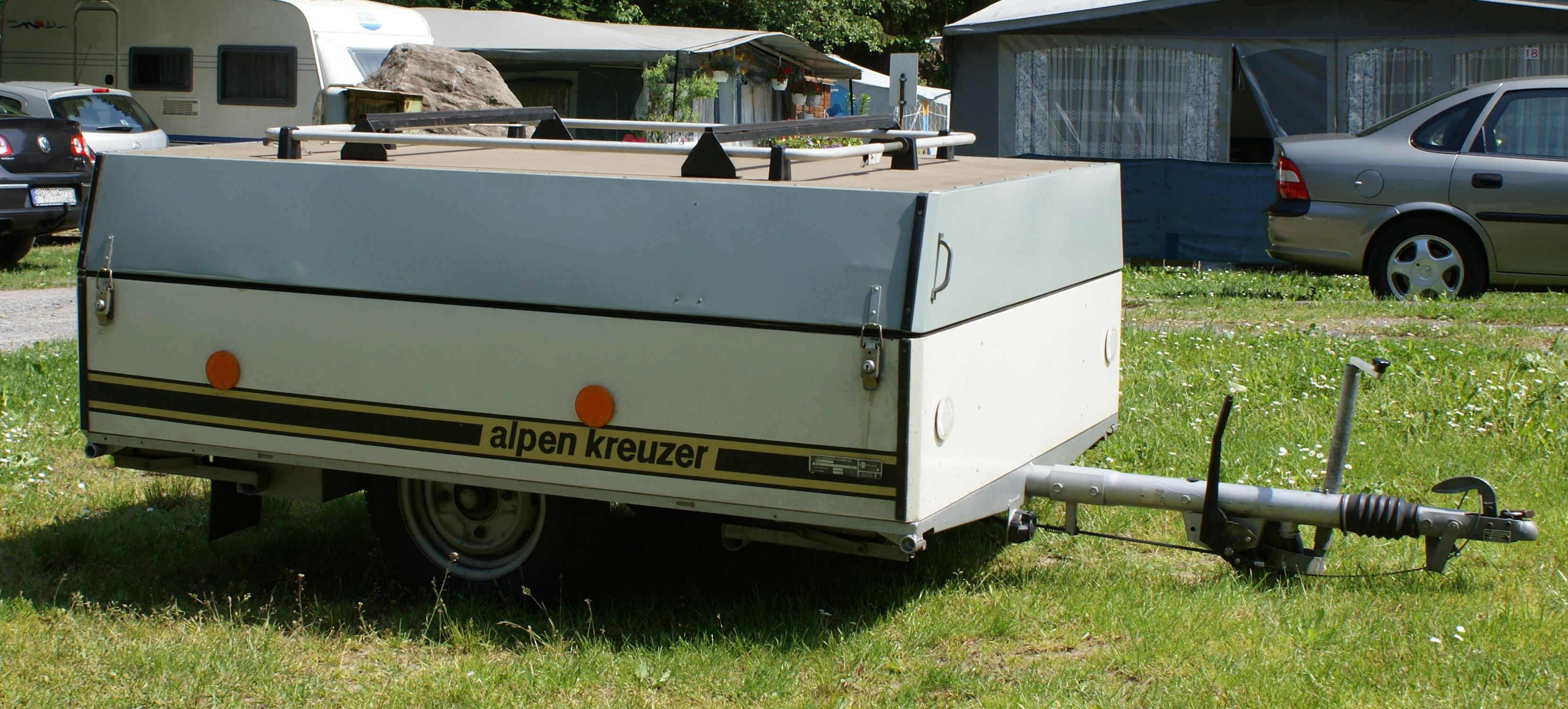
Caravane pliante souple repliée
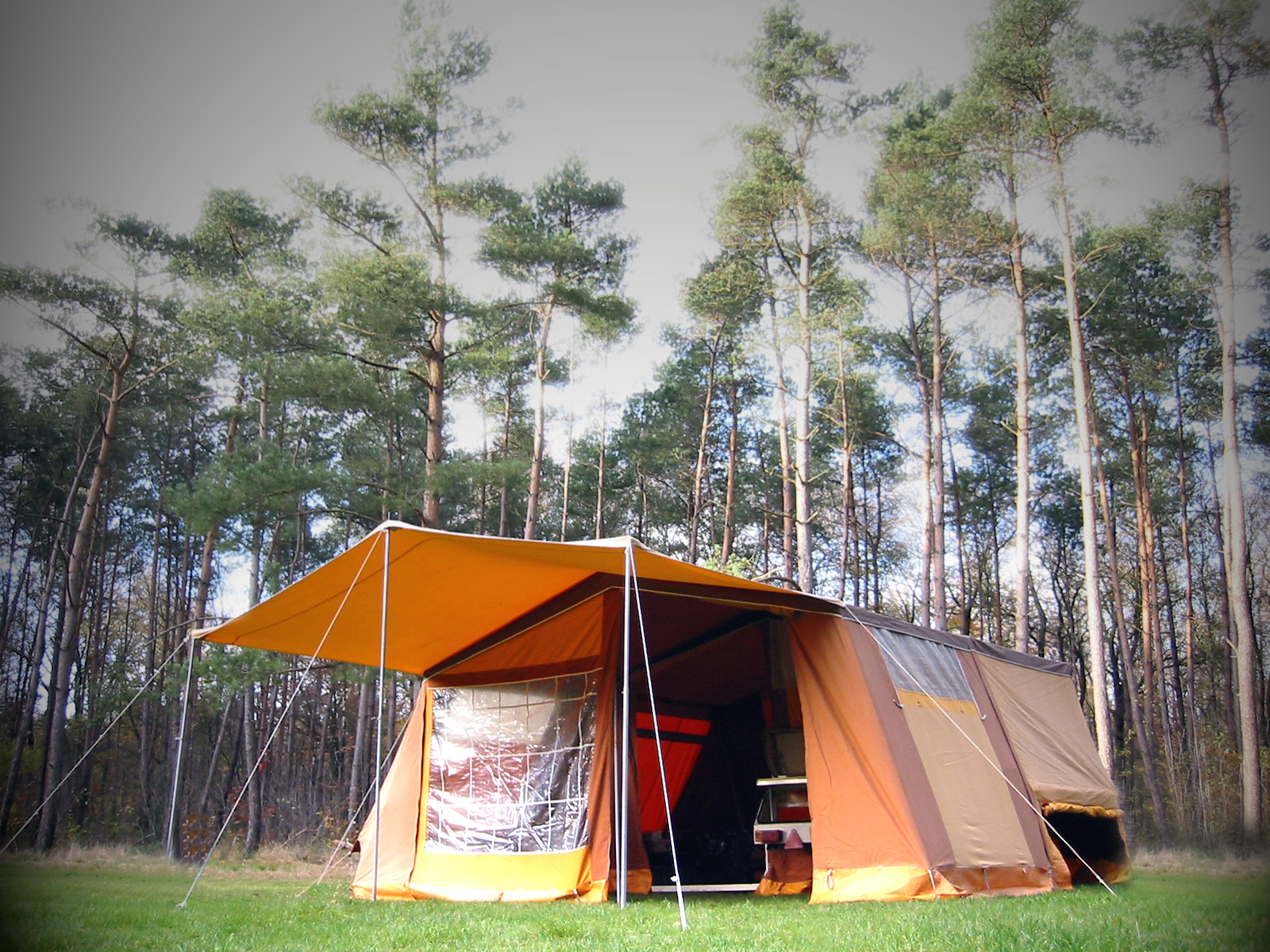
Caravane pliante souple dépliée (à travers l'ouverture on peut apercevoir l'arrière de la remorque)

### Caravane par nombre d'essieu

#### Caravane à un essieu

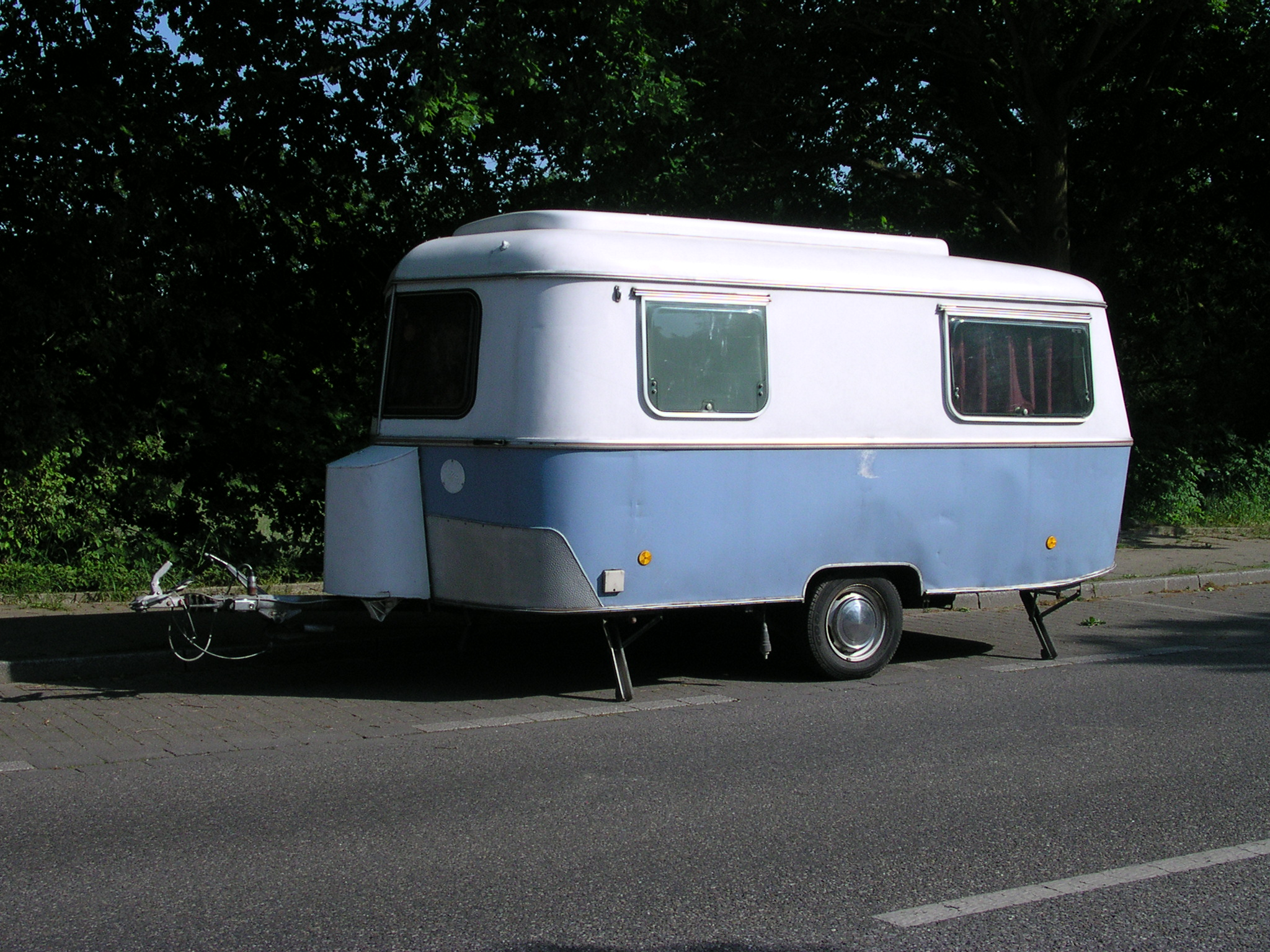
Caravane à un essieu

Les caravanes à un essieu se distinguent par leur poids mais aussi leur coût et peuvent dans la plupart des cas, être tractées par des véhicules de faible puissance. Elles sont plus maniables sans véhicule que les caravanes à double essieu, les manœuvres en sont donc facilitées.

#### Caravane à deux essieux ou plus

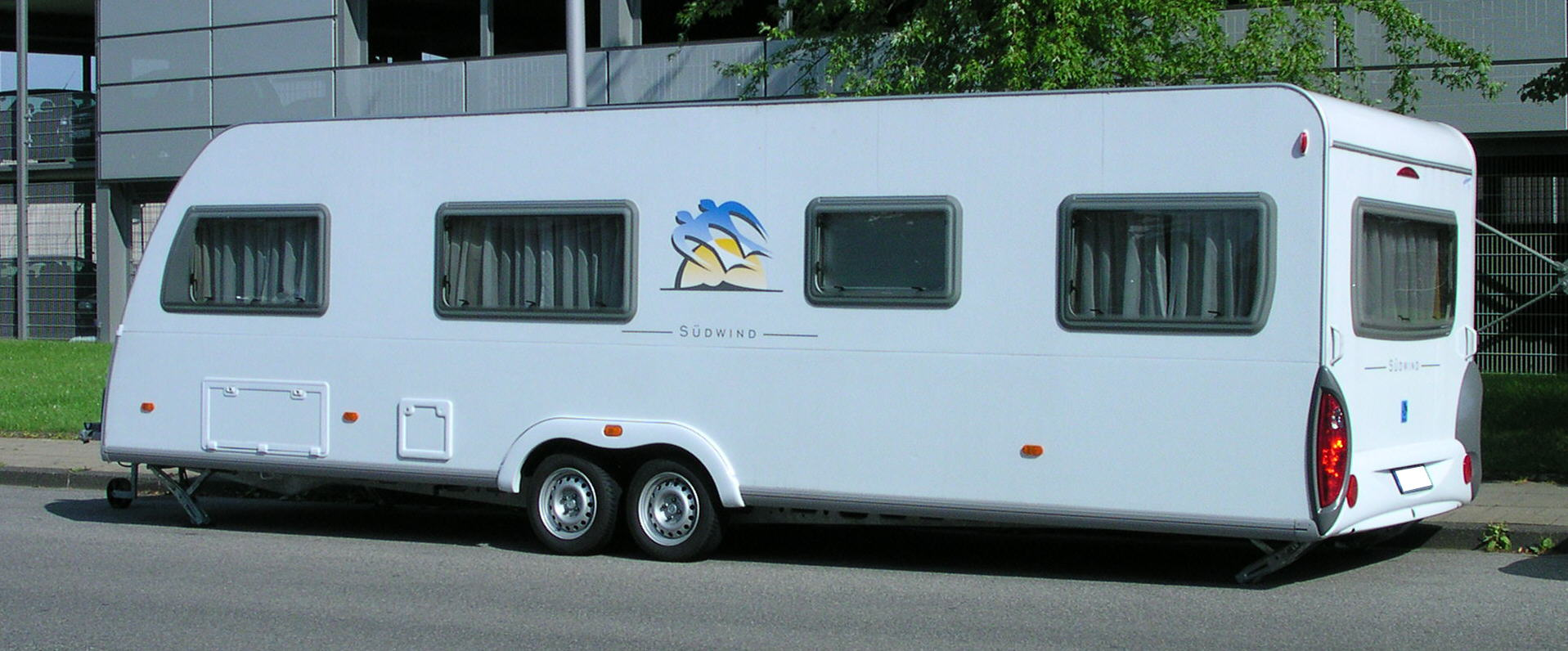
Caravane à deux essieux

Type de caravane généralement utilisé par les gens du voyage car très habitable. Elles sont généralement équipées d'un frigo trimixte (12 V / 230 V / gaz), plaque de gaz avec évier, d'une climatisation, d'un chauffage au gaz avec soufflerie, de l'eau chaude et froide, d'une douche et WC (ou grande douche seule), parfois d'une vasque dans la chambre. Certaines comprennent une chambre d'enfants avec deux lits superposés. Elles sont plus stables sur la route que les caravanes à simple essieu.

### Résidence mobile de loisirs («mobile home»)

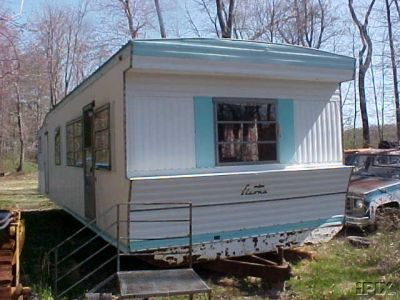
Résidence mobile typique des années 1960 et 1970 en Amérique du nord

C'est une habitation de forme rectangulaire pouvant servir de résidence permanente ou secondaire. Elle doit être habitable à longueur d'année, construite sur un châssis remorquable, non sur fondations permanentes, et destinée à être raccordée aux services publics. Il s'agit ainsi d'une grande caravane construite en usine, et non sur place, dont le déplacement sur la voie publique doit être effectué par convoi exceptionnel. Un engin tracteur spécialisé est alors nécessaire à sa mise en place. 
Le terme utilisé au Canada est « maison mobile ». En Amérique du nord, une telle construction n'est pas à strictement parler réservée aux loisirs. Bien qu'elle puisse être utilisée pour un terrain de camping ou comme résidence de villégiature, la plupart du temps il s'agit d'une demeure permanente stationnée sur un terrain loué. Des communautés entières, appelées « parcs » de maisons mobiles, sont très courantes aux États-Unis à cause des coûts plus faibles à l'acquisition que ceux d'une maison conventionnelle. Elles le sont beaucoup moins au Canada car elles sont peu adaptées au climat hivernal. Ces roulottes ou maisons sont très vulnérables au vent et une bonne partie des morts lors du passage des tornades ou d'ouragans se trouvent dans les zones de maisons mobiles. 
En France, la norme AFNOR NF S 56-410, entrée en vigueur le 20 décembre 1999, a donné une définition officielle de la « résidence mobile de loisirs » en clarifiant sa situation juridique.
Les points principaux sont les suivants :
- la surface maximale de la résidence mobile est de 40 m2. Au-delà c'est la réglementation sur les HLL (Habitation légère de loisirs) qui doit s'appliquer et un permis de construire sera nécessaire (selon l'Article R421-2 du Code de l'urbanisme),
- la résidence mobile doit conserver ses moyens de mobilité (sinon elle devient une HLL),
- elle n'est destinée qu'à un terrain de camping ou PRL (Parc résidentiel de loisirs),
- elle doit être une résidence de loisirs temporaire ou saisonnière (stationnement inférieur à trois mois) et ne peut être une résidence principale (sauf si elle est sédentarisée depuis plus de 3 ans et qu'elle n'a pas fait l'objet de verbalisations, auquel cas s'applique la prescription triennale de l'action publique),
- les accessoires ne doivent pas entraver sa mobilité,
- la résidence mobile et ses accessoires ne peuvent occuper plus de 30 % de l'emplacement.

### Roulotte
Une roulotte est un habitat nomade clos sur roues pouvant abriter une famille et un métier, utilisée en général par des itinérants tels que les tsiganes, forains, circaciens, cylindreurs, bergers, voire des touristes dans le cadre de locations de vacances. Il s'agissait traditionnellement d'un outil de voyage autant que de vie, à l'origine tracté par des chevaux ou aujourd'hui par des automobiles.
En Europe, les tsiganes utilisent le plus souvent des caravanes modernes à la place des roulottes traditionnelles en bois ou en toile.
Au Canada, le terme « roulotte » désigne exclusivement les caravanes de tout types, par exemple « roulotte à sellette », « tente-roulotte », ou « roulotte hybride »[réf. nécessaire].

## Glossaire de la caravane
(septembre 2021).
- Baie : on appelle « baie » toute fenêtre fixe, ouvrante ou coulissante de la cellule de la caravane.
- Boiler : réservoir intégré au chauffe-eau permettant de stocker l'eau à chauffer ou déjà chauffée.
- Eau grise : les « eaux grises » correspondent aux eaux issues de la vaisselle ou de la toilette (lavabos, douche).
- Eau noire : les « eaux noires » correspondent aux déjections contenues dans la cassette des toilettes qui doit régulièrement être vidée, nettoyée et désinfectée.
- Pompe à eau de cellule : la pompe à eau de la cellule permet d'alimenter en eau les différents postes de la caravane, à savoir les robinets de cuisine de douche et de lavabos ainsi que la chasse des toilettes.
- SecuMotion : système de sécurité en amont des équipements aux gaz de la caravane.